# Schlacht bei Wevelinghoven
Wallerfangen – Dömitz – Haselünne – Wittstock – Rheinfelden – Breisach – Wittenweiher – Vlotho – Ochsenfeld – Chemnitz – Bautzen – Freiberg – Riebelsdorfer Berg – Dorsten – Preßnitz – La Marfée – Wolfenbüttel – Kempener Heide – Schweidnitz – Breitenfeld – Tuttlingen – Freiburg – Philippsburg – Jüterbog –  Jankau – Herbsthausen – Alerheim – Brünn – Korneuburg – Totenhöhe – Hohentübingen –  Triebl – Zusmarshausen – Wevelinghoven – Dachau –  Prag
Die Schlacht bei Wevelinghoven (auch Schlacht bei Grevenbroich) war die letzte Schlacht im Dreißigjährigen Krieg. Sie fand am 14. Juni 1648 zwischen kaiserlichen und hessischen Truppen statt. In einigen Quellen erscheint das julianische Datum, der 4. Juni. Die Benennung ist je nach Quelle unterschiedlich. Kaiserliche Quellen betonen das kurkölnische Wevelinghoven, wohingegen Hessische Quellen das Jülich-Bergische Grevenbroich wählen.

## Vorgeschichte
Die Hessen unter General Johann von Geyso waren als Besatzungsmacht in Neuss stationiert. Südlich davon, im kurkölnischen Gebiet, standen die Kaiserlichen unter Feldmarschall Guillaume de Lamboy. Das Herzogtum Jülich-Berg war neutral. Als hessische Truppen in Richtung Grevenbroich, das zu Jülich gehörte, zogen, fürchtete Herzog Wolfgang Wilhelm, dass eine Besetzung Grevenbroichs durch die Hessen von den Kaiserlichen zum Anlass genommen würde, die Neutralität Jülich-Bergs für nichtig zu erklären. Er erbat von Geyso eine Erklärung, dass Grevenbroich geschont werde. Die Hessen verzichteten auf eine Besetzung Grevenbroichs und lagerten bei Wevelinghoven, um sich nach Neuss zurückzuziehen.

## Die Schlacht
Lamboy zog mit 6.500 Mann heran und stand am 13. Juni vor dem Lager der Hessen. Diese stellten sich jedoch nicht zur Schlacht, sondern zogen sich in ein bereits zuvor eingerichtetes Lager zwischen Grevenbroich und Wevelinghoven zurück, um dort die Erft in Richtung Neuss zu überschreiten. Die Kaiserlichen zogen hinterher, um ihnen den Rückzug und den Nachschub abzuschneiden. Diese Absicht wurde jedoch von Geyso erraten und er erwartete die Kaiserlichen in Schlachtaufstellung. Am 14. Juni um fünf Uhr morgens stießen die beiden Armeen aufeinander. Trotz fast doppelter Überlegenheit mussten die Kaiserlichen sich nach fünfstündigem Gefecht zurückziehen. 1500 Mann gerieten in Gefangenschaft, 1000 starben. Ihre elf mitgeführten Kanonen wurden von den Hessen erobert. Die Verluste der Hessen werden mit 168 Toten angegeben, weiterhin wurden 180 ihrer Soldaten verwundet und 250 zu Beginn der Schlacht gefangen genommen, von denen 180 aber später wieder entkommen konnten.

## Archäologische Untersuchungen
Seit 2022 konnten mittels schlachtfeldarchäologischer Untersuchungen durch das LVR-Amt für Bodendenkmalpflege die Ereignisse weiter rekonstruiert werden. Die Archäologen begannen mit Metallsondenprospektionen, die eine Vielzahl militärischer Artefakte freilegten, darunter 92 Bleikugeln, die überwiegend von Musketen, Karabinern und Pistolen stammen. Diese Funde belegen die intensive Beteiligung der Kavallerie am Kampfgeschehen. Besondere Aufmerksamkeit verdienen 23 stark deformierte Kugeln, die auf den Aufprall aus kurzer Distanz schließen lassen, sowie eine eiserne Geschützkugel mit 40 mm Durchmesser, die auf Artillerieeinsatz hinweist. Die Verteilung der Projektilfunde über das Schlachtfeld zeigt keine klaren Konzentrationen, was auf einen dynamischen und beweglichen Kampfverlauf schließen lässt. Neben militärischen Objekten wurden auch Silexabschläge, die als Zündmittel dienten, und Münzen entdeckt, darunter ein Real des spanischen Königspaares Ferdinand und Isabella. Diese Münze, geprägt nach 1497, könnte durch längeren Umlauf mit der Schlacht in Verbindung stehen. Laut den zeitgenössischen Quellen dauerte die Schlacht über fünf Stunden und endete mit dem Rückzug der kaiserlichen Kavallerie. Die neuen archäologischen Erkenntnisse bestätigen die strategische Bedeutung von Kavallerie und Artillerie und erweitern das Verständnis des Schlachtverlaufs. Die weiteren geplanten Prospektionen versprechen zusätzliche Einsichten zur genauen Ausdehnung und Dynamik des Schlachtfeldes.

## Folgen
Die Kaiserlichen mussten sich nach Bonn zurückziehen, um sich dort zu verstärken. Die Hessen nahmen ein Lager zwischen Uerdingen und Linn ein und wurden erst im September wieder aktiv, als sie die Belagerung Dürens aufnahmen. Lamboy konnte nicht verhindern, dass die Stadt sich am 21. September den Hessen unter Geyso ergab. Die Hessen zogen anschließend nach Paderborn, das sie Anfang Oktober belagerten, bis der ihnen nachgezogene Lamboy die Stadt am 17. Oktober entsetzen konnte. Als beide Streitmächte Ende Oktober die Nachricht vom Abschluss des Westfälischen Friedens erreichte, standen die Kaiserlichen bei Höxter, die Hessen bei Brakel.